# Samizdat

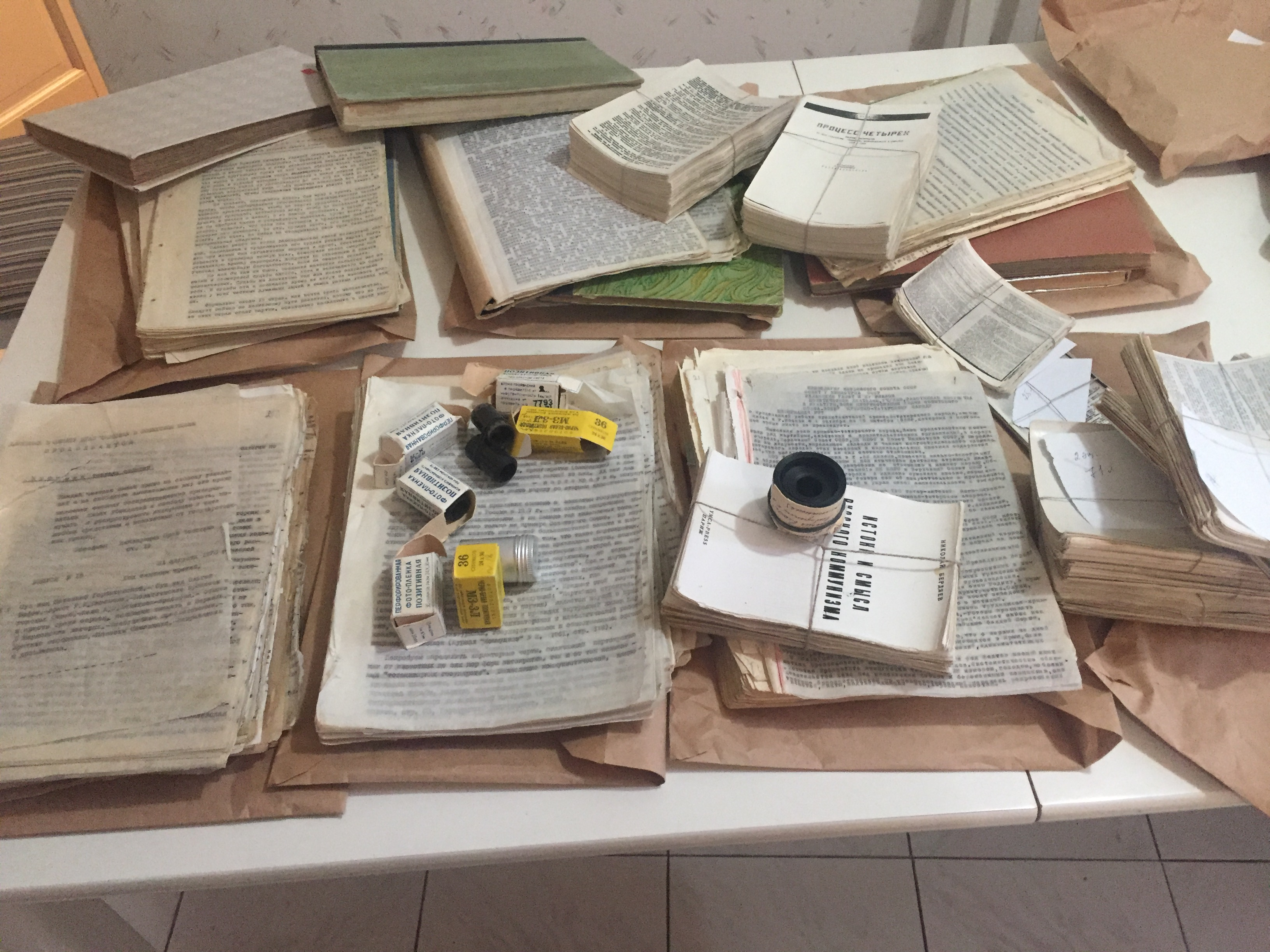
samizdaty

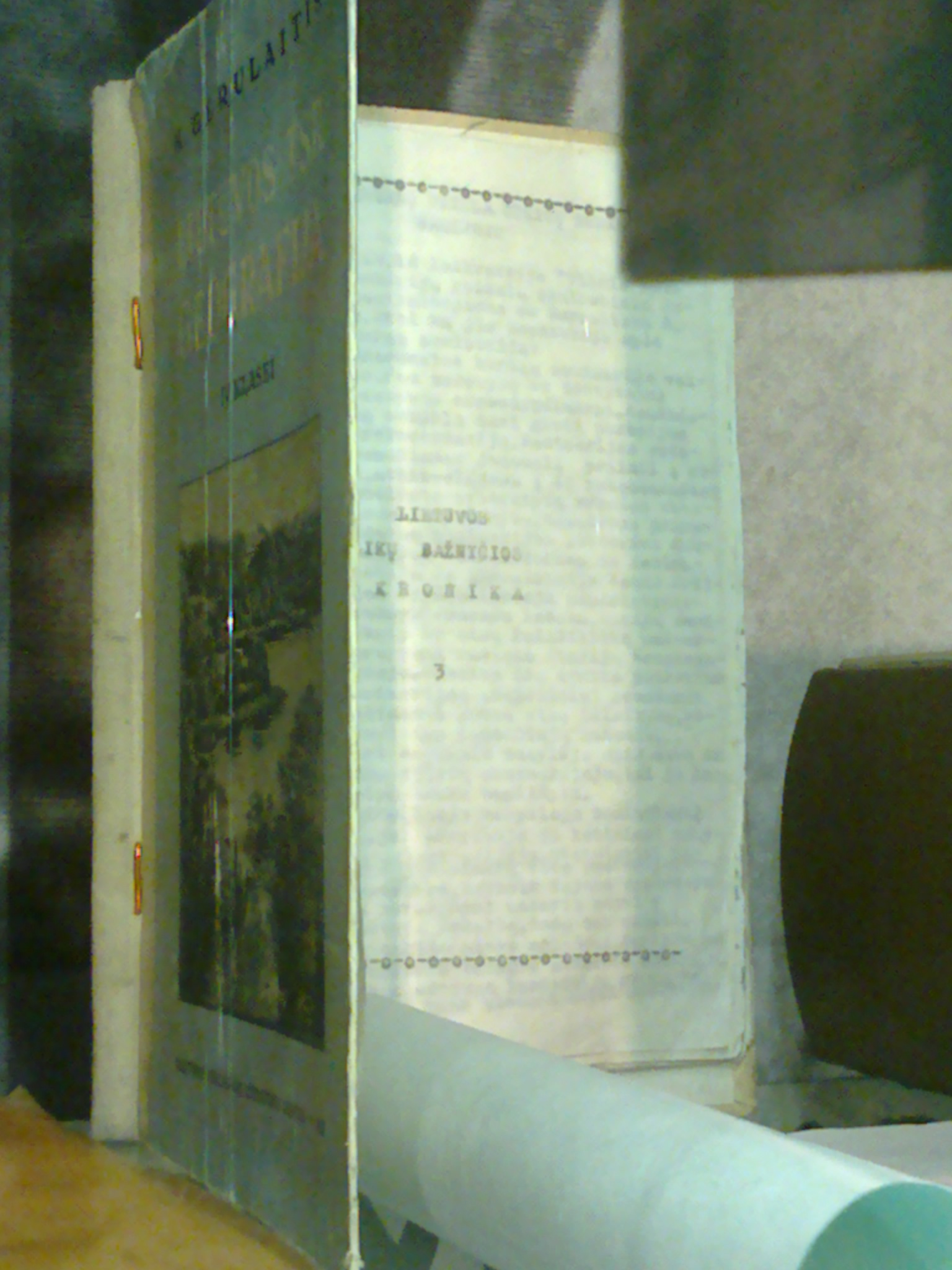
Samizdat ukryty w oprawie książki; widziany w Muzeum Ofiar Ludobójstwa i Walki o Wolność w Wilnie.

Samizdat (ros. самиздат, od samodiejatielnoje izdatielstwo – wydawnictwo samodzielne) – określenie zwalczanej przez władze tzw. literatury drugiego obiegu, powstającej poza zasięgiem cenzury w ZSRR od końca lat 50. XX w.
Nazwą tą określa się też niekiedy podobne publikacje wydawane w innych krajach bloku wschodniego.
Prawdopodobnie pierwszy raz określenia „samizdat” użył w latach czterdziestych poeta Nikołaj Głazkow na rozpowszechnianych w formie maszynopisów zbiorach swoich wierszy.
Jednym z pierwszych samizdatowych czasopism był założony w 1959 r. przez dziennikarza Aleksandra Ginzburga almanach poetycki „Sintaksis”.
Od kwietnia 1968 r. wydawana była „Kronika Bieżących Wydarzeń”, w której upowszechniano bieżące informacje na temat działań ruchu dysydenckiego i stosowanych wobec niego przez władze komunistyczne represji.

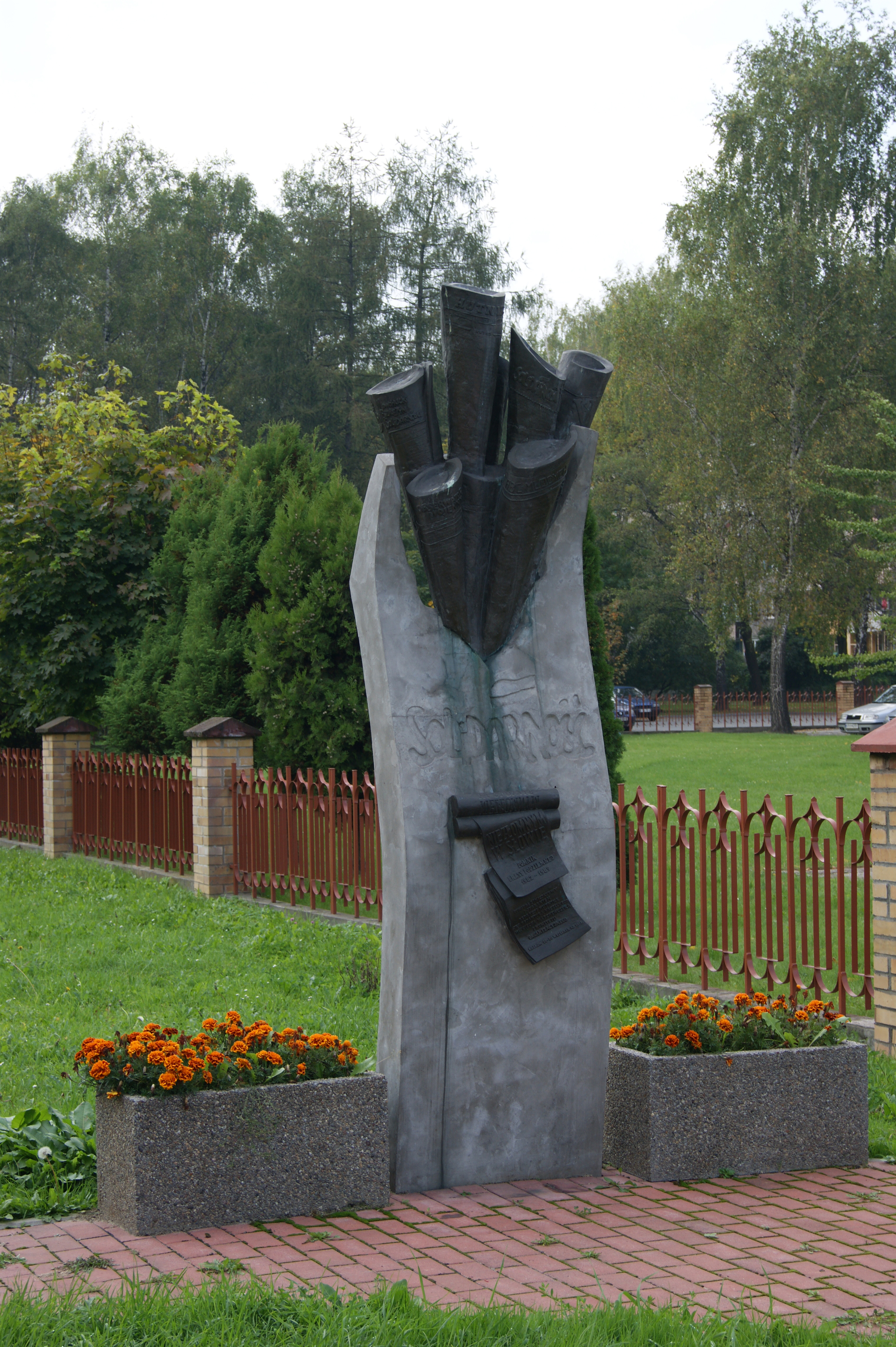
Pomnik Samizdatu w Nowej Hucie, Kraków, Polska.

W największym stopniu samizdat rozwijał się w dużych miastach rosyjskiej SRR, takich jak: Moskwa, Leningrad i Nowosybirsk. Ale rozwinął się on również w kilku innych republikach, gdzie akcentowane w nim było
znaczenie tradycji narodowych, walki z rusyfikacją kultury i promowaniem języków narodowych.
Na znaczną skalę samizdat rozwinął na Litwie. Najważniejszym niezależnym litewskim pismem była „Kronika Kościoła Katolickiego na Litwie”.